# George Ovey
George Ovey (13 de diciembre de 1870 – 23 de septiembre de 1951) fue un comediante y actor cinematográfico de nacionalidad estadounidense, activo en la época del cine mudo.

## Biografía
Su verdadero nombre era George Overton Odell, y nació en Trenton, Misuri. Procedente del vodevil, y antiguo artista de minstrel, fue un intérprete muy prolífico, especializado en papeles de reparto como actor de carácter. Desde 1915 a 1951 actuó en un total de 207 filmes, siendo sobre todo conocido por su personaje "merry Jerry", protagonista de varios cortos cómicos conocidos como las "Cub Comedies", producidos mediados los años 1910 por Mutual Film.
George Ovey falleció en 1951 en Hollywood, California, a los 80 años de edad.

## Selección de su filmografía

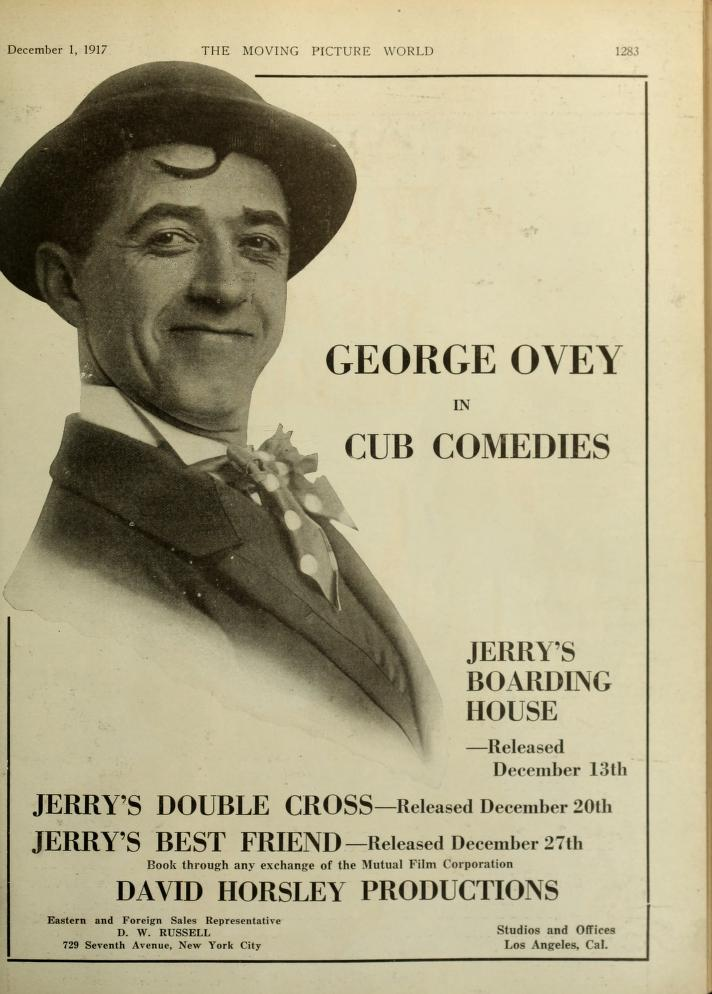
George Ovey en 1917

- Fatty's Reckless Fling, de Roscoe Arbuckle (1915)
- A Barber-ous Affair (1915)
- Droppington's Family Tree (1915)
- A Deal in Indians, de Milton J. Fahrney (1915)
- Jerry in the Movies (1916)
- Should Waiters Marry?, de Tom Buckingham (1920)
- Strings of Steel (1926)
- The Pirate of Panama (1929)
- Broadway, de Pál Fejös (1929)
- Hit the Deck (1930)
- Madame Du Barry, de William Dieterle (1934)